# Francis Scott, II duca di Buccleuch
Francis Scott, II duca di Buccleuch (11 gennaio 1694 – 22 aprile 1751) è stato un politico scozzese.

## Biografia
Francis era figlio di sir James Scott, conte di Dalkeith (figlio a sua volta di James Scott, I duca di Monmouth e di Anne Scott, I duchessa di Buccleuch) e di lady Henrietta Hyde, figlia di Laurence Hyde, I conte di Rochester. Egli venne battezzato il 20 gennaio 1694 nella chiesa di St. James a Piccadilly.

### La carriera
Egli mantenne l'incarico di Gran Maestro della Gran loggia d'Inghilterra dal 1723 e fu membro della Royal Society dal 12 marzo di quello stesso anno. Egli fu inoltre presidenze della Spalding Gentlemen's Society. Il 2 febbraio 1725 venne investito dell'ordine del Cardo.
Egli succedette ai titoli di sua nonna il 6 febbraio 1731. Il 18 aprile 1745 Francis Scott venne onorato con una laurea honoris causam in diritto civile da parte dell'Università di Oxford.
Egli visse a Hall Place presso Hurley nel Berkshire. Alla sua morte gli succedette suo nipote, Henry, figlio di suo figlio Francis, conte di Dalkeith. Venne sepolto il 26 aprile 1751 presso la cappella del College di Eton.

## Matrimonio e figli
Sposò, il 5 aprile 1720, Lady Jane Douglas (24 maggio 1701-31 agosto 1729), figlia di James Douglas, II duca di Queensberry e Mary Boyle. Ebbero un figlio:
- Francis Scott, conte di Dalkeith (19 febbraio 1721-1º aprile 1750), sposò Caroline Campbell, baronessa di Greenwich, ebbero sei figli.

## Ascendenza
|                                        |                                       |                                          | Genitori                                  |  |  | Nonni |  |  | Bisnonni                  |  |  | Trisnonni                 |  |
|                                        |                                       |                                          |                                           |  |  |       |  |  | 8. Carlo II d'Inghilterra |  |  | 16. Carlo I d'Inghilterra |  |
|                                        |                                       |                                          |                                           |  |  |       |  |  | 8. Carlo II d'Inghilterra |  |  | 16. Carlo I d'Inghilterra |  |
|                                        |                                       | 17. Enrichetta Maria di Borbone-Francia  |                                           |  |  |       |  |  | 8. Carlo II d'Inghilterra |  |  |                           |  |
| 4. James Scott, I duca di Monmouth     |                                       |                                          |                                           |  |  |       |  |  | 8. Carlo II d'Inghilterra |  |  |                           |  |
|                                        |                                       | 9. Lucy Walter                           | 18. William Walter                        |  |  |       |  |  |                           |  |  |                           |  |
|                                        |                                       | 9. Lucy Walter                           | 18. William Walter                        |  |  |       |  |  |                           |  |  |                           |  |
|                                        |                                       | 9. Lucy Walter                           | 19. Elizabeth Prothero                    |  |  |       |  |  |                           |  |  |                           |  |
| 2. James Scott, conte di Dalkeith      |                                       | 9. Lucy Walter                           |                                           |  |  |       |  |  |                           |  |  |                           |  |
|                                        |                                       | 10. Francis Scott, II conte di Buccleuch | 20. Walter Scott, I conte di Buccleuch    |  |  |       |  |  |                           |  |  |                           |  |
|                                        |                                       | 10. Francis Scott, II conte di Buccleuch | 20. Walter Scott, I conte di Buccleuch    |  |  |       |  |  |                           |  |  |                           |  |
|                                        |                                       | 10. Francis Scott, II conte di Buccleuch | 21. Mary Hay                              |  |  |       |  |  |                           |  |  |                           |  |
| 5. Anne Scott, I duchessa di Buccleuch |                                       | 10. Francis Scott, II conte di Buccleuch |                                           |  |  |       |  |  |                           |  |  |                           |  |
|                                        |                                       | 11. Margaret Leslie                      | 22. John Leslie, VI conte di Rothes       |  |  |       |  |  |                           |  |  |                           |  |
|                                        |                                       | 11. Margaret Leslie                      | 22. John Leslie, VI conte di Rothes       |  |  |       |  |  |                           |  |  |                           |  |
|                                        |                                       | 11. Margaret Leslie                      | 23. Anne Erskine                          |  |  |       |  |  |                           |  |  |                           |  |
| 1. Francis Scott, II duca di Buccleuch |                                       | 11. Margaret Leslie                      |                                           |  |  |       |  |  |                           |  |  |                           |  |
|                                        | 12. Edward Hyde, I conte di Clarendon | 24. Henry Hyde                           |                                           |  |  |       |  |  |                           |  |  |                           |  |
|                                        | 12. Edward Hyde, I conte di Clarendon | 24. Henry Hyde                           |                                           |  |  |       |  |  |                           |  |  |                           |  |
|                                        | 12. Edward Hyde, I conte di Clarendon | 25. Mary Langford                        |                                           |  |  |       |  |  |                           |  |  |                           |  |
| 6. Laurence Hyde, I conte di Rochester | 12. Edward Hyde, I conte di Clarendon |                                          |                                           |  |  |       |  |  |                           |  |  |                           |  |
|                                        |                                       | 13. Frances Aylesbury                    | 26. Thomas Aylesbury, I baronetto         |  |  |       |  |  |                           |  |  |                           |  |
|                                        |                                       | 13. Frances Aylesbury                    | 26. Thomas Aylesbury, I baronetto         |  |  |       |  |  |                           |  |  |                           |  |
|                                        |                                       | 13. Frances Aylesbury                    | 27. Anne Denman                           |  |  |       |  |  |                           |  |  |                           |  |
| 3. Henrietta Hyde                      |                                       | 13. Frances Aylesbury                    |                                           |  |  |       |  |  |                           |  |  |                           |  |
|                                        |                                       | 14. Richard Boyle, I conte di Burlington | 28. Richard Boyle, I conte di Cork        |  |  |       |  |  |                           |  |  |                           |  |
|                                        |                                       | 14. Richard Boyle, I conte di Burlington | 28. Richard Boyle, I conte di Cork        |  |  |       |  |  |                           |  |  |                           |  |
|                                        |                                       | 14. Richard Boyle, I conte di Burlington | 29. Catherine Fenton                      |  |  |       |  |  |                           |  |  |                           |  |
| 7. Henrietta Boyle                     |                                       | 14. Richard Boyle, I conte di Burlington |                                           |  |  |       |  |  |                           |  |  |                           |  |
|                                        |                                       | 15. Elizabeth Clifford                   | 30. Henry Clifford, V conte di Cumberland |  |  |       |  |  |                           |  |  |                           |  |
|                                        |                                       | 15. Elizabeth Clifford                   | 30. Henry Clifford, V conte di Cumberland |  |  |       |  |  |                           |  |  |                           |  |
|                                        |                                       | 15. Elizabeth Clifford                   | 31. Frances Cecil                         |  |  |       |  |  |                           |  |  |                           |  |
|                                        |                                       | 15. Elizabeth Clifford                   |                                           |  |  |       |  |  |                           |  |  |                           |  |